# Nacerdine Drid
Nacerdine Drid (en arabe : نصر الدين دريد), né le 22 janvier 1957 à Tébessa, est un footballeur international algérien évoluant au poste de gardien de but. Il a joué avec l'USM Bel-Abbès mais surtout avec le MC Oran. Il a participé à la Coupe du monde 1986 au Mexique avec l'équipe d'Algérie.
Il compte 45 sélections en équipe nationale entre 1982 et 1988.

## Palmarès

### Avec les clubs
- Champion d'Algérie en 1988 avec le MC Oran .
- Vice-Champion d'Algérie en 1987 et 1990 avec le MC Oran .
- Vainqueur de la Ligue des champions de la CAF en 1989 avec le Raja Club Athletic .

### Avec l'équipe d'Algérie
- 3e à la Coupe d'Afrique des nations en 1984 et en 1988.
- Médaillé de bronze aux Jeux panarabes en 1985.
- Participation à la Coupe du monde en 1986.

### Distinctions personnelles
- Homme du match face au Brésil lors de la Coupe du monde 1986[1].